# كأس السوبر الكويتي 2024–25
أقيمت بطولة كأس السوبر الكويتي 2024–25 بين بطل الدوري نادي الكويت، وبطل كأس الأمير وثالث الدوري نادي القادسية، ووصيف الدوري نادي العربي، ورابع الدوري نادي السالمية.

## الفرق المؤهلة
| النادي                | كيف تأهلوا                                        |
| --------------------- | ------------------------------------------------- |
| الكويت                | أبطال الدوري الإنجليزي الممتاز                    |
| العربي                | وصيف الدوري الإنجليزي الممتاز                     |
| نادي القادسية الرياضي | أبطال كأس الأمير والمركز الثالث في الدوري الممتاز |
| السالمية              | الدوري الإنجليزي الممتاز المركز الرابع            |

## القوس
|  | نصف النهائي | نصف النهائي |        |       | النهائي | النهائي |
|  |             |             |        |       |         |         |
|  |             |             |        |       |         |         |
|  |             |             |        |       |         |         |
|  | الكويت      | 4           |        |       |         |         |
|  | الكويت      | 4           |        |       |         |         |
|  | السالمية    | 1           |        |       |         |         |
|  | السالمية    | 1           | الكويت | 1 (7) |         |         |
|  |             |             | الكويت | 1 (7) |         |         |
|  |             | القادسية    | 1 (6)  |       |         |         |
|  | العربي      | القادسية    | 1 (6)  | 0     |         |         |
|  | العربي      |             |        | 0     |         |         |
|  | القادسية    | 1           |        |       |         |         |
|  | القادسية    | 1           |        |       |         |         |

## نصف النهائي
| الكويت                                        | 4–1 | السالمية  |
| --------------------------------------------- | --- | --------- |
| - علاء 17' - زولا 56' - يوسف 88' - كمال 90+5' |     | - مندي 4' |

| العربي | 0–1 | القادسية   |
| ------ | --- | ---------- |
|        |     | - خافي 59' |

## النهائي
| الكويت                                                       | 1–1 | القادسية                                                               |
| ------------------------------------------------------------ | --- | ---------------------------------------------------------------------- |
| زنكي 6'                                                      |     | أبو الفتح 34' (هـ.ذ.)                                                  |
| ركلات الترجيح                                                |     |                                                                        |
| - جبران - ناصر - مرهون - دحام - الهاجري - علي - عموري - سامي | 7–6 | - المطوع - خافي - ظاهري - الفنيني - الدوسري - وادي - إبراهيم - أجيبولا |

## روابط خارجية
- الموقع الرسمي